# Saab 210
Die Saab 210, auch Lilldraken bzw. auf Deutsch sowohl kleiner Drachen als auch kleiner Drache, ist ein Experimentalflugzeug des schwedischen Flugzeug- und Autoherstellers Svenska Aeroplan AktieBolaget. Es entstand nur ein Exemplar.

## Geschichte
Saab beschäftigte sich seit 1945 mit der Aerodynamik von Doppeldelta-Tragflächen und hatte bereits Modelle im Windkanal getestet, als 1949 die Aufforderung erging, einen Nachfolger für die sich gerade in der Entwicklung befindliche Saab 32 Lansen für die späten 50er Jahre zu entwerfen. Daraufhin entstanden Konstruktionszeichnungen für das Projekt 1250, die spätere Saab 35 Draken.
Um die Erkenntnisse der Windkanaltests im Flug zu erproben, entstand mit der Saab 210 eine verkleinerte Version der Saab 35 mit stärker gepfeilten Tragflügelaußenkanten und bis zur Bugspitze vorgezogenen Lufteinläufen. Diese wurden im Verlauf der Erprobung auf Kabinenhöhe zurückgesetzt. Der unter Geheimhaltung gebaute Typ entstand 1950 und flog erstmals am 21. Januar 1952. Es ergaben sich keine Probleme mit dem unkonventionellen Tragwerk, und so erging einige Tage später die Anordnung für den Bau von drei Saab-35-Prototypen.
Die Saab 210 absolvierte etwa 1000 Testflüge und wurde anlässlich der 700-Jahr-Feier von Stockholm am 6. Juni 1953 über der Stadt der Öffentlichkeit vorgeflogen.
Heute ist sie im Flygvapenmuseum Linköping zu besichtigen.

## Technische Daten im Vergleich zur Saab 35

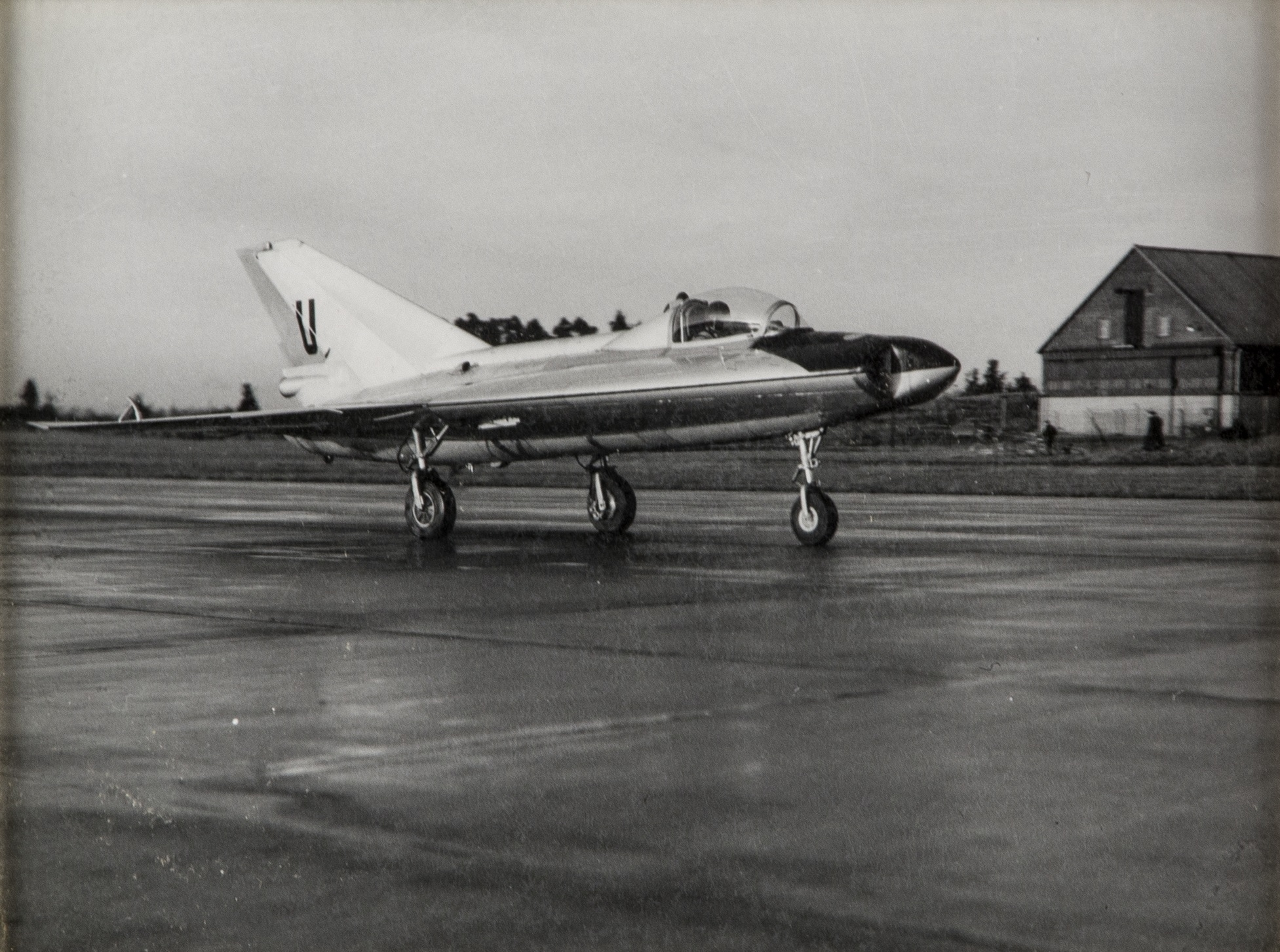
Saab 210 mit vorgezogenen Lufteinläufen

| Kenngröße                  | Saab 210                           | Saab 35                                 |
| -------------------------- | ---------------------------------- | --------------------------------------- |
| Konzeption                 | Versuchsflugzeug                   | Abfangjagdflugzeug                      |
| Besatzung                  | 1                                  | 1                                       |
| Länge                      | 9,10 m                             | 15,35 m                                 |
| Spannweite                 | 4,88 m                             | 9,40 m                                  |
| Flügelvorderkantenpfeilung | innen 70° außen 50°                | innen 80° außen 57°                     |
| Höchstgeschwindigkeit      | 460 km/h                           | 2125 km/h                               |
| Triebwerk                  | ein Armstrong Siddeley Adder AS.A1 | ein Flygmotor RM6C (Lizenz RR Avon 300) |
| Schub                      | 476 kp                             | 7830 kp                                 |